# قارت

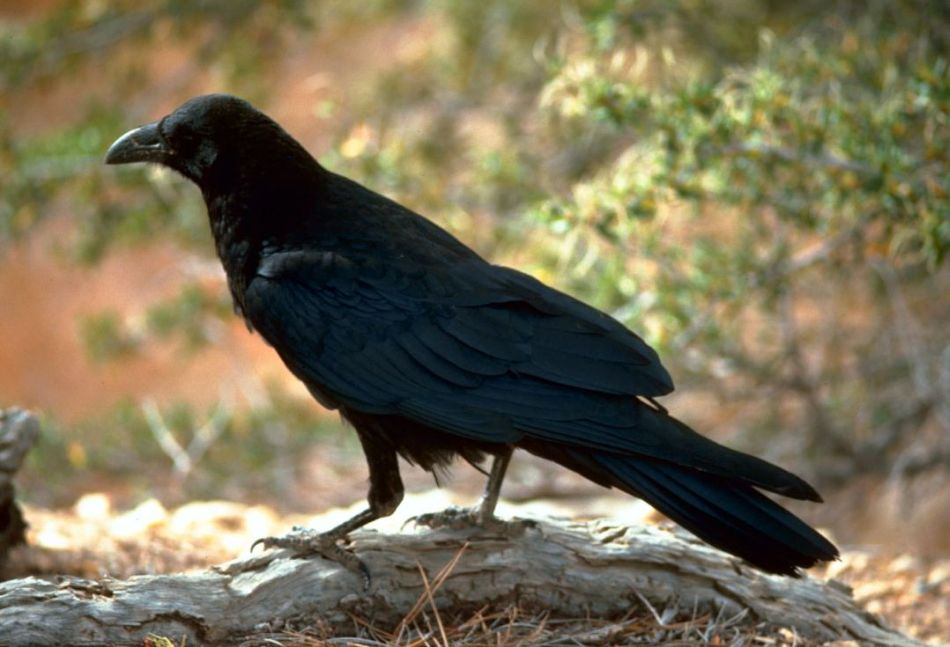
الغراب يعتبر مثالًا للحيوانات القارتة.

القارِتة أو الكالِشة هي الكائنات الحيَّة التي تتغذَّى على الموادِّ الحَيَوانية والنباتية. أهمُّ القَوارِت على سطح الأرض هو الإنسان. وهناك أيضًا الخنزير والدُّب والقرد والغراب والغرير.
تنتمي معظم أنواع القوارت إلى الثدييات. تشتمل أسنانها على نواجد تساعدها على مضغ الطعام. ربما كان الرُباح المثال الأعلى للقوارت، إذا لا يستطيع مقاومة رغبته في التهام كل ما يؤكل سواء كان ذلك بيضاً أو حشرات أو حيوانات ثديية صغيرة. يلتهمها جميعاً نيئة.